# Güneş Yunus
Güneş Yunus (ur. 27 lipca 1942) – turecki strzelec, olimpijczyk, medalista igrzysk śródziemnomorskich.

## Kariera
Specjalizował się w skeecie. Trzykrotny uczestnik igrzysk olimpijskich (IO 1972, IO 1976, IO 1984). Najwyższe miejsce osiągnął w swoim pierwszym starcie – zajął wówczas 30. miejsce wśród 63 startujących strzelców. 
Jest indywidualnym brązowym medalistą Igrzysk Śródziemnomorskich 1971.

## Wyniki

### Igrzyska olimpijskie
| Igrzyska         | Konkurencja | Wynik    | Miejsce | Źródło |
| ---------------- | ----------- | -------- | ------- | ------ |
| Monachium 1972   | Skeet       | 187 pkt. | 30      | [ 1 ]  |
| Montreal 1976    | Skeet       | 186 pkt. | 44      | [ 3 ]  |
| Los Angeles 1984 | Skeet       | 179 pkt. | 50      | [ 4 ]  |